# Gibb Memorial Series
Die Gibb Memorial Series (Abk. GMS) ist eine orientalistische Buchreihe mit wichtigen Werken zur persischen, türkischen und arabischen Geschichte, Literatur, Philosophie und zum Islam, darunter viele in englischer Übersetzung. Einige Werke fanden Aufnahme in der UNESCO-Sammlung repräsentativer Werke.
Die Buchserie ist dem Gedenken  an den schottischen Orientalisten Elias John Wilkinson Gibb (1857–1901) gewidmet. Die Reihe erschien von 1905 bis 1997, beginnend in London (Luzac), später auch in anderen Verlagen. Sie erschien in einer alten Reihe 1.1905-25.1927 und einer neuen Reihe (N.S.) 1.1921-33.1997.
Einige Nummern der Reihe umfassen mehrere Bände.

## Übersicht

### Old Series
- 1 The Bábar-Náma: being the autobiograpy of the Emperor Bábar, the founder of the Moghul Dynasty in India, written in Chaghatay Turk. Now reproduced in Facsimile from a Ms. belonging to the late Sir Sálár Jang of Haydarábád, and edited with a preface and indexes by Annette S. Beveridge. Brill, Leiden u. a. 1905. Digitalisat

- 2 [History of Ṭabaristán] An abridged translation of the history of Ṭabaristán compiled about A.H. 613 (A.D. 1216) by Muḥammad B. al-Ḥasan B. Isfandiyár	 (Edward Granville Browne, 1905)

- 3 The pearl-strings : a history of the Resúliyy dynasty of Yemen : with transl., introd., annotations, index, tables, and maps / ʿAlī Ibn-al-Ḥasan al-H̱azraǵī. Edward Granville Browne; Reynold A. Nicholson; Alexander Rogers; James William Redhouse [Hrsg.]. James William Redhouse [Übers.] (Online)

- 4 Umayyads and ʿAbbásids being the fourth part of Jurjí Zaydán's history of Islamic civilization. David Samuel Margoliouth (Übers.)

- 5 The travels of Ibn Jubayr. Ed. from a MS. in the Univ. Library of Leyden by William Wright. 2. ed / rev. by Michael J. de Goeje. 1907

- 6 Kitāb Iršād al-arīb ilā maʿrifat al-adīb al-maʿrūf bi-muʿǧam al-udabāʾ wa-ṭabaqāt al-udabāʾ / Yāqūt ar-Rūmī. Ed. by D. S. Margoliouth (1907-)

- 8 Marzbān-nāma (The Marzubán-náma of Sa’du’d-Dín-i-Waráwiní, 1909)

- 9 Clement Huart: Textes Persans relatifs à la secte des Houroûfîs / publiés, traduits et annotés par M. Clément Huart, ... suivi d'une étude sur la religion des Houroûfîs par Riẓá Tevfíq, connu sous le nom de Feylesouf Riẓá. Leiden [u. a.] : Brill [u. a.], 1909 (Online)

- 10 Qazvīnī’s editions of Šams-e Qays’ al-Moʿjam fī maʿāyīr ašʿār al-ʿajam (The Mu’jam fí Ma’áyíri Ash’ári’l’Ajam: A Treatise on the Prosody and Poetic Art of the Persians, 1909)

- 11 Qazvīnī and Browne’s edition and translation of Neẓāmī ʿArūżī’s Čahār maqāla (The Chahár Maqála of Nidhámí-i-Arúḍí-i-Samarqandí, ed., 1910, tr., 1921)

- 12 Blochet, E.: Introduction a l'Histoire des Mongols de Fadl Allah Rashid Ed-Din, Leyden/London, E.J. Brill/Luzac & Co, 1910

- 13 Dīwān of Ḥassān b. Thābit / Hartwig Hirschfeld [Hrsg.] (1910) (Online; PDF; 12,3 MB)

- 14 facsimile edition and abridged translation of Ḥamd-Allāh Mostawfī’s Tārīḵ-e gozīda (The Táríkh-i-Guzída; or, “Select History” of Hamdulláh Mustawfí-i-Qazwíní, 2 vols., 1911-14)

- 15 Mīrzā Jānī’s history of the Bāb (q. v.), Noqṭat al-Kāf (Kitáb-iNuqṭatu’l-Káf, Being the Earliest History of the Bábís, 1911)

- 16 Mírzá Muḥammad Qazwíní (Moḥammad Qazvīnī)’s edition of ʿAṭā-Malek Jovaynī’s Tārīḵ-e jahāngošā (The Ta’ríkh-i-Jahán-gushá of ‘Alá’u’Dín ‘Aṭá Malik-i-Juwayní, 3 vols., 1913-37)

- 17 Reynold A. Nicholson, translation of ʿAlī b. ʿOṯmān Hojvīrī’s Kašfal-maḥjūb (The Kashfu’l-Maḥjúb: The Oldest Persian Treatise on Sufism, 1911)

- 18 Djami el Tévarikh ; histoire générale du monde / Fadl Allah Rashid ed-Din. E. Blochet [Hrsg.] (1911)

- 19 The Governors and judges of Egypt or Kitâb el ʾUmarâʾ (el Wulâh) wa Kitâb el Quḍâh / of el Kindî ... Ed. by Rhuvon Guest (1912)

- 20 Samʿānī, author of the Ketāb al-ansāb, facs. ed. by D. S. Margoliouth as The Kitábu’l-Ansáb of as-Sam’ání (1913)

- 21 The Dīwāns of ʿAbīd Ibn al-Abraṣ, of Asad, and ʿĀmir Ibn aṭ-Ṭufail, of ʿĀmir Ibn Ṣaʿṣaʿah / ed. for the first time, from the ms. in the British Museum, and suppl. with a transl. and notes, by Charles Lyall (1913)

- 22 The Kitāb al-lumaʿ fi 'l-taṣawwuf of Abū Naṣr ʿAbdallah b. ʿAlī al-Sarrāj al-Ṭūsī; Reynold A. Nicholson (1914) (Online)

- 23 Le Strange: text and translation of Mostawfī’s Nozhat al-qolūb (The Geographical Part of the Nuzhat-al-Qulūb of Ḥamdu’lláh Mustawfí of Qazwín, ed. 1915, tr. 1918)

- 24 [Kitāb Šams al-ʿulūm wa-dawāʾ kalām al-ʿarab min al-kulūm] Muẖtaṣarāt fī aḫbār al-Yaman : min kitāb šams al-ʿulūm wa-dawāʾ kalām al-ʿarab min al-kulūm / li-Muḥammad Našwān Ibn-Saʿīd al-Ḥimyarī. Wa-qad iʿtanā bi-nasḫihā wa-taṣḥīḥihā ʿAẓīmuddīn Aḥmad (1916)

- 25 The poems of Ṭufail Ibn ʿAuf al-Ghanawī and aṭ-Ṭirimmāḥ Ibn Ḥākim aṭ-Ṭāʾjī / Arabic text ed. and transl. by F. Krenkow (1927)

### New Series
- N.S. 1 The Fársnáma / Ibnuʾl-Balkhí [Ibn-al-Balḥi]. Ed by G. Le Strange and R. A. Nicholson. London : Luzac, 1921 (Online)

- N.S. 2 The Saljuq and Mongol periods have been especially well served, with Muḥammad Iqbál’s edition of Moḥammad b. ʿAlī Rāvandī’s Rāḥat al-ṣodūr (The Ráḥat- uṣ-Ṣudúr wa Áyat-us-Surúr, Being a History of the Saljúqs, 1921);

- N.S. 3 The Mufaḍḍalīyāt ... according to the recension and with the commentary of Abū Muḥammad al-Qāsim Ibn Muḥammad al-Anbārī / Ed. for the first time by Charles James Lyall.Compiled by al-Mufaḍḍal son of Muḥammad. Indexes to the Arabic text / A. A. Bevan [Hrsg.]. Leiden 1934

- N.S. 4 Reynold A. Nicholson: eight-volume Persian text, translation, and commentary on the Maṯnawī-e maʿnawī of Jalāl-al-Dīn Rūmī (The Mathnawí-i Ma’nawí of Jalálu’ddín Rúmí, Edited from the Oldest Manuscripts Available, 1925-40).

- N.S. 5 Turkestan down to the Mongol invasion. Vasilij V. Bartol'd; Clifford Edmund Bosworth, 1928, new edition London 1968

- N.S. 6 Rudolf Geyer, Gedichte von Abu Bashir Maimun ibn Qais al-'A'sha; London: Luzac, 1928

- N.S. 7 Hyacinth Louis Rabino’s Mázandarán and Astarábád (1928)

- N.S. 8 Muhammad Niz áámuʾd-Dín’s listing and analysis of the contents of ʿAwfī’s Jawāmeʿ al-ḥekāyat (Introduction to the Jawámi’u’l-hikáyát wa lawámi’u’rriwáyát of Sadídu’d-Dín Muhammad al-’Awfí, 1929);

- N.S. 9 Kitāb al-Mawāqif [arab. u. engl.] Muḥammad Ibn-ʻAbd-al-Ǵabbār Ibn-al-Ḥasan an-Niffarī; Arthur John Arberry. London : Luzac, 1935.

- N.S. 10 Kitāb ^al-Badīʿ ; Edited from the unique ms. in the Escorial, with introduction, notes, and indices / ʿAbdallāh Ibn-al-Muʿtazz. Ignatius Kratchkovsky [Hrsg.]

- N.S. 11 Minorsky’s translation of the anonymous Ḥodūd al-ʿālam, with its commentary of stupendous erudition (Ḥudūd al-ʿĀlam, “The Regions of the World”: A Persian Geography 372 A.H.-982 A.D., 1937, 2nd edition, 1970).

- N.S. 12 Maʿālim al-qurba fī aḥkām al-ḥisba / taʾlīf Muḥammad Ibn-Muḥammad Ibn-Aḥmad al-Qurašī Ibn-al-Uḫūwa. ʿUniyā bi-naqlihī wa-taṣḥīḥihī Rūbin Līwī. Ibn-al-Iḫwa, Muḥammad Ibn-Muḥammad / Levy, Reuben [Hrsg.]. London 1938

- N.S. 13 Kitāb ṭabaqāt aš-šuʿarāʾ fī madḥ al-ḫulafāʾ wa-'l-wuzarāʾ / Abu-'l-ʿAbbās ʿAbdallāh@Ibn-al-Muʿtazz. 1939

- N.S. 14 Karl Jahn’s edition of the section of Rašīd-al-Dīn’s Jāmeʿ al-tawārīḵ on the reign of Ḡāzān Khan (Geschichte Ġāzān-Ḫān’s aus dem Ta’ rīḫ-i-mubārak-i-ġāzānī des Rašīd al-Dīn Faḍlallāh b. ‘Imād al-Daula Abūl-Ḫair, GMS, N.S. 14, 1940).

- N.S. 15 Kitāb ^ar-Riʿāja li-ḥuqūq allāh ʿazza wa-ǵall / Abū-ʿAbdallāh Ḥārith Ibn-Asad al-Muḥāsibī. Margaret Smith [Hrsg.]. London : Luzac, 1940

- N.S. 16 Vladimir Minorsky, facsimile edition of the Taḏkerat al-molūk with extensive commentary (Tadhkirat al-Mulūk: A Manual of Ṣafavid Administration, 1943)

- N.S. 17 The Kitāb al-Tashbīhāt. Ibrāhīm Ibn-Muḥammad Ibn-Abī-ʻAun; Muḥammad ʻAbd-al-Muʻīd Hān. London: Luzac, 1950.

- N.S. 18 The Naṣīḥat-Nāma known as Qābūs-Nāma. ʻUnṣur al-Maʻālī Kaikā'ūs Ibn Iskandar Ibn Qābūs; Reuben Levy. London : Luzac, 1951.

- N.S. 19 Simon Van den Bergh: Averroes' Tahafut al-Tahafut (The Incoherence of the Incoherence) Leiden, 1954

- N.S. 20 Sanglax : a Persian guide to the Turkish language / by Muhammad Mahdī Xān. Facs. text with an introduction and indices by Sir Gerard Clauson. Muḥammad Mahdī Ḫān. London : Luzac, 1960

- N.S. 21 On the Harmony of religion and philosophy ; A transl., with introd. and notes, of Ibn Rushd's Kitāb Faṣl al-maqāl, with its app. <damima> and an extract from Kitāb al-Kashf ʿan manāhij al-adilla [Kitāb al-Kašf ʿan manāhiǵ al-adilla]. By George F[adlo] Hourani. London: Luzac in Komm., 1961

- N.S. 22 A. H. Abdel Kader, The Life, Personality and Writings of al-Junayd, Gibb Memorial Series (London, 1962)

- N.S. 23 Edition and Translation of Ibn Qudama's Tahrim an-Nazar fi Kutub Ahl al-Kalam. Edited and translated by George Makdisi. E. J. W. Gibb Memorial Series, 1962

- N.S. 24 Muḥammad ibn Ḥātim Hamdānī, Gerald Rex Smith. Luzac (mehrere Bände)

- N.S. 25 Hassan b. Thabit, Diwan : Edited by Walid N. Arafat. E. J. W. Gibb Memorial Series, N. S., 25. London 1971

- N.S. 26 The Ayyubids and early Rasulids in the Yemen, 567-694, 1173–1295. G Rex Smith. London : Luzac for the Trustees of the 'E.J.W. Gibb Memorial' 1978.

- N.S. 27 The makārim al-akhlāq : a treatise on ʻAlīshīr Navāʼī. Ghiyās̲ al-Dīn ibn Humām al-Din Muḥammad Khvānd Amīr; Tūrkhān Ganjahʹī. [Cambridge] : [Gibb Memorial Trust], 1979.

- N.S. 28 Die Autobiographie des Dolmetschers ʿOsmān Aġa aus Temeschwar ʿOṯmān Ibn-Aḥmed. - Cambridge : Trustees of the "E. J. W. Gibb Memorial", 1980

- N.S. 29 John F. Richard’s Document Forms of Orders of Official Appointment in the Mughal Empire (Cambridge, 1986)

- N.S. 30 Sallām, Abū ʽUbaid al-Qāsim b. Sallām's “K. al-nāsikh wa-l-mansūkh” (MS. Istanbul, Topkapi, Ahmet III A 143), ed. John Burton. Cambridge, Eng. 1987

- N.S. 31 The ʿUddat al-jalīs of ʿAlīibn Bishrī : an anthology of Andalusian Arabic Muwashshaḥāt edited by Alan Jones. 1992

- N.S. 32 Three shadow plays / by Muḥammad Ibn-Dāniyāl. Edited by Paul Kahle with a critical apparatus by Derek Hopwood. Cambridge : E.J.W. Gibb Memorial Trust, 1992

- N.S. 33 Jones, Alan: The Jaysh al-tawshīḥ of Lisān al-Dīn Ibn al-Khaṭīb : an anthology of Andalusian Arabic Muwashshaḥāt / ed. by Alan Jones. Ibn-al-Ḫaṭīb Lisān-ad-Dīn", Muḥammad Ibn-ʿAbdallāh. 1997